# Жоан да Сілва Фейхо
Жоан да Сілва Барбароса або Жоан да Сілва Фейхо (порт. João da Silva Feijó; 1760 Ріо-де-Жанейро — 1824 Ріо-де-Жанейро) — натураліст, мінералог і португальський воїн.
Жоан народився в Бразилії. Вивчав філософію і математику в університеті Коїмбри. Ім'я Фейхо він прийняв на честь іспанського філософа Беніто Херонімо Фейхо, який в той час був кумиром студентів що вивчали природознавство.
У 1778 році група вчених, серед яких був італійський професор Доменіко Агостіно Ванделлен, заснувала в Лісабоні Музей натуральної історії. У цю групу входив також і Жоан да Сілва разом з Олександром Родрігесом Феррейра, Мануелем да Сільвою Гальван і Хоакімом Хосе да Сільвою.

## Подорож на острови Кабо-Верде
У 1783 під керівництвом Ванделлена почалися наукові експедиції в різні португальські колонії. Фейхо очолив дослідження островів Кабо-Верде і прибув туди в червні 1783 року.
На місці експедиція зіткнулася з чималими труднощами, які здебільшого були пов'язані з презирливим ставленням колоніальних чиновників до діяльності молодого натураліста, який займався наглядом за природою і колекціонував метеликів, рослини, черепашки і мінерали.
Жоан да Сілва Фейхо описав свої дослідження архіпелагу Кабо-Верде в семи листах, направлених спонсору експедиції, міністру Мартіну де Мелло і Кастро. У цих листах були викладені дані по географії, топографії і флорі островів.
Доповідь Файхо розчарувала міністра, який висловив невдоволення тим, в якому вигляді були надіслані матеріали і те, що матеріалів цих було небагато. Міністр також висловив свій жаль у зв'язку з тим, що Фейхо не запропонував будь-якого методу використання селітри і сірки, які вважалися легко доступними в районі загаслих вулканів на Кабо-Верде.
У 1790 році Фейхо вступив до лав армії, яка перебувала на Кабо-Верде і незабаром попросив дозволу повернутися до Португалії.
У Лісабоні Фейхо продовжив працювати зі своїм старим другом Олександром Родрігесом Феррейра, який незадовго до цього повернувся з Амазонки. Разом з ним Фейхо зробив гербарій за матеріалами своєї подорожі на Кабо-Верде. Робота португальських натуралістів була високо оцінена їх німецьким колегою Генріхом Фрідріхом Лінком, який між 1797 і 1799 роками відвідав Португалію.
У 1797 році Фейхо переписав деякі зі своїх текстів, що стосуються Кабо-Верде, і опублікував їх у книзі під назвою «Itinéraire philosophique» («Філософський маршрут»). Ця книга доступна в Національній бібліотеці Лісабона.

## Повернення до Бразилії
У лютому 1799 року Фейхо був призначений капітаном корабля (галери), і на нього була покладена відповідальність за оборону Сеара. При цьому за Фейхо також залишалися обов'язки натураліста. За стратегічних причин Португалія хотіла стати самодостатньою у виробництві селітри, яка використовувалася для виробництва пороху. Тому основне своє завдання Фейхо бачив в пошуку родовищ селітри і організації її виробництва на місці. Крім того, натураліст вивчав запаси інших мінеральних ресурсів регіону і оцінював перспективність їх розробки. Фейхо також вивчав фауну і флору Сеара і збирав зразки для відправки до Європи. Він також почав писати книгу під назвою «Флора Сеара»
У 1822 році Фейхо повернувся на свою батьківщину в Ріо-де-Жанейро, де став професором натуральної історії, зоології та ботаніки у Військовій академії. Він помер в 1824 році і похований в монастирі каплиці Богоматері Втіхи ордена Святого Франциска Паоли. Після його смерті один німецький натураліст виявив в одній з пекарень Ріо-де-Жанейро рукопис книги «Флора Сеара», автором якої був Фейхо.

## Пам'ять
На честь Жоана да Сілва Фейхо названо дерево фейхоа, що має зелені плоди, схожі на гуаяву.